# Hugo Eduardo Polanco Brito

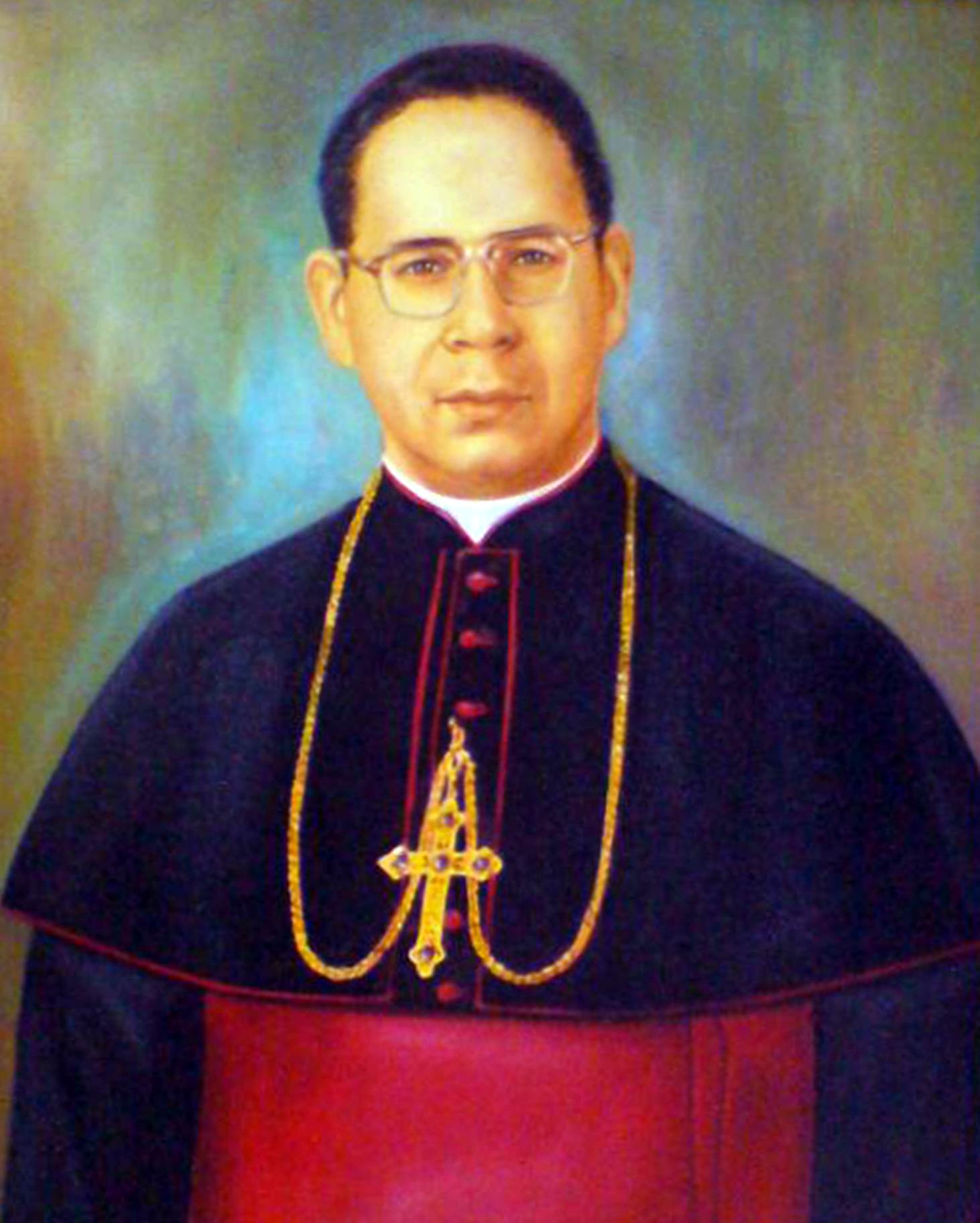

Hugo Eduardo Polanco Brito (* 13. Oktober 1918 in San Juan Evangelista de Salcedo; † 13. April 1996 in Santo Domingo) war ein dominikanischer Geistlicher.
Polanco Brito trat 1933 in das Seminario Pontificio Santo Tomás de Aquino ein und studierte dort Philosophie sowie Theologie. Ricardo Paolo Pittini Piussi, Erzbischof von Santa Domingo, weihte ihn am 25. Juni 1944 zum Priester. Für weitere Studien wurde er Rom geschickt und erwarb dort ein Lizenziat in Kirchenrecht an der Päpstlichen Universität Gregoriana. Daneben erwarb er an der Universität von Santo Domingo 1946 den Bachelor in Philosophie und 1953 einen Doktor in Philosophie. Am 25. September 1953 ernannte Papst Pius XII. ihn zum Titularbischof von Centenaria und Weihbischof in Santiago de los Caballeros, einem Bistum, welches im selben Jahr gegründet wurde und von Octavio Antonio Beras Rojas, Koadjutorerzbischof von Santo Domingo, als Apostolischem Administrator verwaltet wurde. Am 31. Januar 1954 weihte Salvatore Siino, Apostolischer Nuntius in der Dominikanischen Republik, ihn in der Kathedrale von Santo Domingo zum Bischof. Mitkonsekratoren waren Octavio Antonio Beras Rojas und James Edward McManus, Bischof von Ponce. Am 22. Juli 1956 ernannte der Papst ihn zum ersten Bischof von Santiago de los Caballeros. 

Wappen als Bischof von Nuestra Señora de la Altagracia en Higüey mit der persönlichen Würde eines Erzbischofs

Papst Paul VI. ernannte ihn am 13. März 1966 zum Titularbischof von Nova Germania, zum Apostolischen Administrator von Santo Domingo und des Militärordinariates der Dominikanischen Republik. Palanco Birto nahm an der zweiten, dritten und vierten Sitzungsperiode des Zweiten Vatikanischen Konzils als Konzilvater teil. Am 20. Januar 1970 erfolgte durch den Papst die Ernennung zum Titularerzbischof von Mentesa und Koadjutorerzbischof von Santo Domingo. Am 10. Mai 1975 wurde er zum Erzbischof ad personam von Nuestra Señora de la Altagracia en Higüey ernannt. Von 1981 bis 1984 stand er der dominikanischen Bischofskonferenz vor. Am 25. März 1995 nahm Papst Johannes Paul II. seinen altersbedingten Rücktritt an.
Die dominikanische Regierung zeichnete ihn mit dem Großen Silbernen Kreuz des Ordens von Christoph Kolumbus aus und die französische Regierung mit dem Ordre des Palmes Académiques.